# Clementia van Châteaudun
Clementia van Châteaudun (overleden rond 1260) was van 1250 tot aan haar dood burggravin van Châteaudun en vrouwe van Mondoubleau en Saint-Calais. 

## Levensloop
Clementia was de oudste dochter van burggraaf Godfried VI van Châteaudun en diens tweede echtgenote Clementia van Roches, weduwe van graaf Theobald VI van Blois. Toen haar vader in 1250 overleed, was Clementia nog minderjarig en werd ze daardoor onder het regentschap geplaatst van haar moeder.
In 1253 huwde ze met Robert van Dreux (1217-1281), heer van Beu en zoon van graaf Robert III van Dreux. Ze kregen twee kinderen:
- Adelheid (1255-1293), burggravin van Châteaudun en vrouwe van Mondoubleau en Saint-Calais, huwde in 1275 met Rudolf II van Clermont, heer van Nesle.
- Clementia (1257-1300), huwde eerst met Gauthier de Nemours, heer van Achères, en daarna met Jean des Barres, heer van Champrond.

Clementia stierf rond 1260, waarna ze werd bijgezet in de abdijkerk Saint-Yved van Braine. Met haar overlijden stierf het huis Châteaudun uit. Ze werd als burggravin van Châteaudun opgevolgd door haar dochter Adelheid.